# Сато, Такаёси
Такаёси Сато — японский разработчик видеоигр, специализирующийся на дизайне персонажей и режиссуре компьютерной графики. В период работы в Team Silent (1996—2003) создал компьютерные видеовставки для Silent Hill и Silent Hill 2.

## Биография
Сато родился и вырос в Токио. В 1992 году поступил в Университет искусств Тама, где в 1996 году получил степень бакалавра в области масляной живописи.
В 1996 году представители Konami посетили кампус университета, после чего Сато прошёл три творческих испытания и пять собеседований, в результате которых был принят на работу. В первый год работы участвовал в портировании аркадной игры Sexy Parodius на Sega Saturn и Sony PlayStation. По словам Сато, этот период был крайне напряжённым: рабочий день длился до 15 часов без выходных.
Самостоятельно освоив трёхмерное моделирование, Сато часто консультировал старших коллег, не имевших опыта в этой области. После обращения к руководству с просьбой о назначении на крупный проект, такой как Metal Gear Solid или Silent Hill, в сентябре 1996 года был переведён в команду разработчиков Silent Hill. Являлся единственным специалистом Team Silent, работавшим над трёхмерными видеовставками для первой части игры, затратив около 2000 часов на их создание. В 1998 году получил награду Министерства культуры Японии за режиссуру компьютерной графики, а также личную награду от генерального директора Konami.
По завершении работы над видеовставками для Silent Hill и Silent Hill 2 предложил концепцию третьей части серии, которая не была воплощена. В 2003 году покинул Konami ради работы в Electronic Arts, где участвовал в создании отменённой игры серии Frogger и разработке GoldenEye: Rogue Agent.
С 2007 года работал в Virtual Heroes — студии, разрабатывающей обучающие проекты для медицинской сферы и гостиничного сервиса. Переход к разработке подобных игр Сато объяснял стандартизацией игровой индустрии, ограничивавшейся несколькими основными жанрами с преимущественно визуальными обновлениями.
В 2011 году получил степень в области продвинутой анимации персонажей. С февраля 2012 года работает в Nintendo в должности визуального продюсера.

## Работы
| Игра                                     | Дата выхода | Роль                              |
| ---------------------------------------- | ----------- | --------------------------------- |
| Sexy Parodius                            | 1996        | Аниматор                          |
| Silent Hill                              | 1999        | CGI-директор, дизайнер персонажей |
| Silent Hill 2                            | 2001        | CGI-директор, дизайнер персонажей |
| GoldenEye: Rogue Agent                   | 2004        | Художественный руководитель       |
| Tiberium                                 | Не вышла    | Художественный руководитель       |
| Moonbase Alpha                           | 2010        | Художественный руководитель       |
| Mario and Donkey Kong: Minis on the Move | 2013        | Визуальный продюсер               |
| Mario vs. Donkey Kong: Tipping Stars     | 2015        | Визуальный продюсер               |
| Mario Tennis: Ultra Smash                | 2016        | Визуальный продюсер               |
| Paper Mario: Color Splash                | 2016        | Визуальный продюсер, арт-директор |
| Dillon's Dead-Heat Breakers              | 2018        | Визуальный продюсер, арт-директор |
| Luigi’s Mansion 3                        | 2019        | Визуальный продюсер               |